# Superman (álbum de Barbra Streisand)
Streisand Superman é um álbum de estúdio da cantora americana Barbra Streisand, seu lançamento ocorreu em junho de 1977.
A foto da capa, que traz a cantora com visual black power, faz parte de um ensaio feito para o filme Nasce Uma Estrela, de 1976, estrelado por Streisand e Kris Kristofferson.
A canção "My Heart Belongs to Me", atingiu a posição de #4 na tabela musical Billboard Hot 100. A faixa-título foi lançada como single em 1979, e tem "A Man I Loved", de Songbird (1978), como lado B.
O álbum obteve êxito comercial, com vendas que atingiram por volta de três milhões de cópias no mundo.

## Antecedentes e produção
O lançamento de Superman ocorreu após o sucesso do filme de Streisand, A Star Is Born, de 1976, a trilha sonora do filme era, até então, a maior vendagem da carreira da cantora, com mais de 4,1 milhões de cópias mundialmente, além de ser o o único certificado como disco de platina nos Estados Unidos, por mais de 1 milhões de cópias vendidas.
Segundo o The New York Times, o álbum está inserido no que eles chamaram de "a segunda transição da carreira de Streisand", que começou com Stoney End, de 1970, no qual a cantora experimentou sons pop rock contemporâneos e deixou de lado "canções ultrapassadas" e teatrais de seus primeiros LPs, e que em Superman ela se firma como uma "intérprete competente da música contemporânea".
Duas canções foram escritas para o filme A Star Is Born, mas não foram utilizadas, a saber: "Answer Me", composição de Streisand, Paul Williams e Kenny Ascher; e "Lullaby for Myself" de Rupert Holmes. Também foram incluídas versões cover de "Love Comes from Unexpected Places" de Sailin', da cantora Kim Carnes, e "New York State of Mind" de Turnstiles, do Billy Joel. De acordo com Joel, a gravação de Streisand fez com que sua mãe olhasse para sua carreira com mais respeito: "Com certeza, minha mãe olhou para mim com novos olhos - finalmente, uma cantora de verdade percebeu os esforços de seu filho errante."

## Recepção da crítica
| Críticas profissionais | Críticas profissionais |
| Avaliações da crítica  | Avaliações da crítica  |
| Fonte                  | Avaliação              |
| ---------------------- | ---------------------- |
| AllMusic               | [ 7 ]                  |
| Rolling Stone          | Favorável              |
| The New York Times     | Favorável              |

A recepção dos críticos musicais foi favorável.
William Ruhlmann, do site AllMusic avaliou com três estrelas de cinco e escreveu que embora "pareça ser incomumente pessoal, refletindo seus sentimentos e pontos de vista", ele "não é um de seus melhores".
Dave Marsh, da revista Rolling Stone, afirmou que era o melhor da carreira de Streisand desde Stoney End, de 1970, e revela "ampla evidência de que Streisand pode cantar o que quiser". Ele também escreveu que embora existam alguns maneirismos, como o fraseado, o repertório é "habilmente suficiente para transcender esses problemas".
Em sua crítica para o The New York Times, Stephen Holden escreveu que Superman "está entre os melhores LPs dos mais de 30 LPs lançados por Barbra Streisand" e que sua "voz estava em plena forma - mais forte, mais controlada e mais confiante do que nunca".

## Desempenho comercial
Comercialmente, repetiu o sucesso do seu antecessor, e até novembro de 1977, vendeu 1,6 milhão de cópias apenas nos Estados Unidos, três vezes mais do que os dois álbuns de estúdio precedentes: ButterFly, de 1974 e Lazy Afternoon, de 1975.
Na tabela musical Billboard 200, teve como pico a posição de número três, enquanto na parada de sucessos UK Albums Chart, do Reino Unido, atingiu a posição de número trinta e dois.
A RIAA o certificou como disco de ouro em 22 de junho de 1977, platina em 9 de agosto de 1977 e finalmente duas vezes vezes platina em 14 de novembro de 1994. O LP também foi agraciado com dois discos de platina no Canadá, por 200 mil cópias vendidas e disco de ouro na Austrália, por 35 mil cópias vendidas.

## Lista de faixas
- Créditos adaptados do encarte do LP de Superman.[13]

| N.º | Título                              | Compositor(es)                             | Duração |  |
| 1.  | "Superman"                          | Richie Snyder                              | 2:47    |  |
| 2.  | "Don't Believe What You Read () -"  | Barbra Streisand, Ron Nagle, Scott Mathews | 3:37    |  |
| 3.  | "Baby Me Baby"                      | Roger Miller                               | 4:26    |  |
| 4.  | "I Found You Love"                  | Alan Gordon                                | 3:50    |  |
| 5.  | "Answer Me"                         | Streisand, Paul Williams, Kenny Ascher     | 3:16    |  |
| 6.  | "My Heart Belongs to Me"            | Alan Gordon                                | 3:21    |  |
| 7.  | "Cabin Fever"                       | Ron Nagle                                  | 3:14    |  |
| 8.  | "Love Comes from Unexpected Places" | Kim Carnes, Dave Ellingson                 | 4:10    |  |
| 9.  | "New York State of Mind"            | Billy Joel                                 | 4:44    |  |
| 10. | "Lullaby for Myself"                | Rupert Holmes                              | 3:17    |  |

## Singles
| #  | Título                                 | Ano          | Refs.  |
| -- | -------------------------------------- | ------------ | ------ |
| 1. | "My Heart Belongs To Me" / "Answer Me" | Maio de 1977 | [ 14 ] |

## Certificações e vendas
| País                  | Certificação | Vendas    |
| --------------------- | ------------ | --------- |
| Austrália (ARIA)      | Ouro         | 35,000    |
| Canadá (Music Canada) | Platina      | 100,000   |
| Estados Unidos (RIAA) | 2× Platina   | 2,000,000 |